# Gisela Fischdick
Gisela Fischdick (* 5. November 1955 in Mülheim an der Ruhr) ist eine deutsche Schachgroßmeisterin.

## Leben

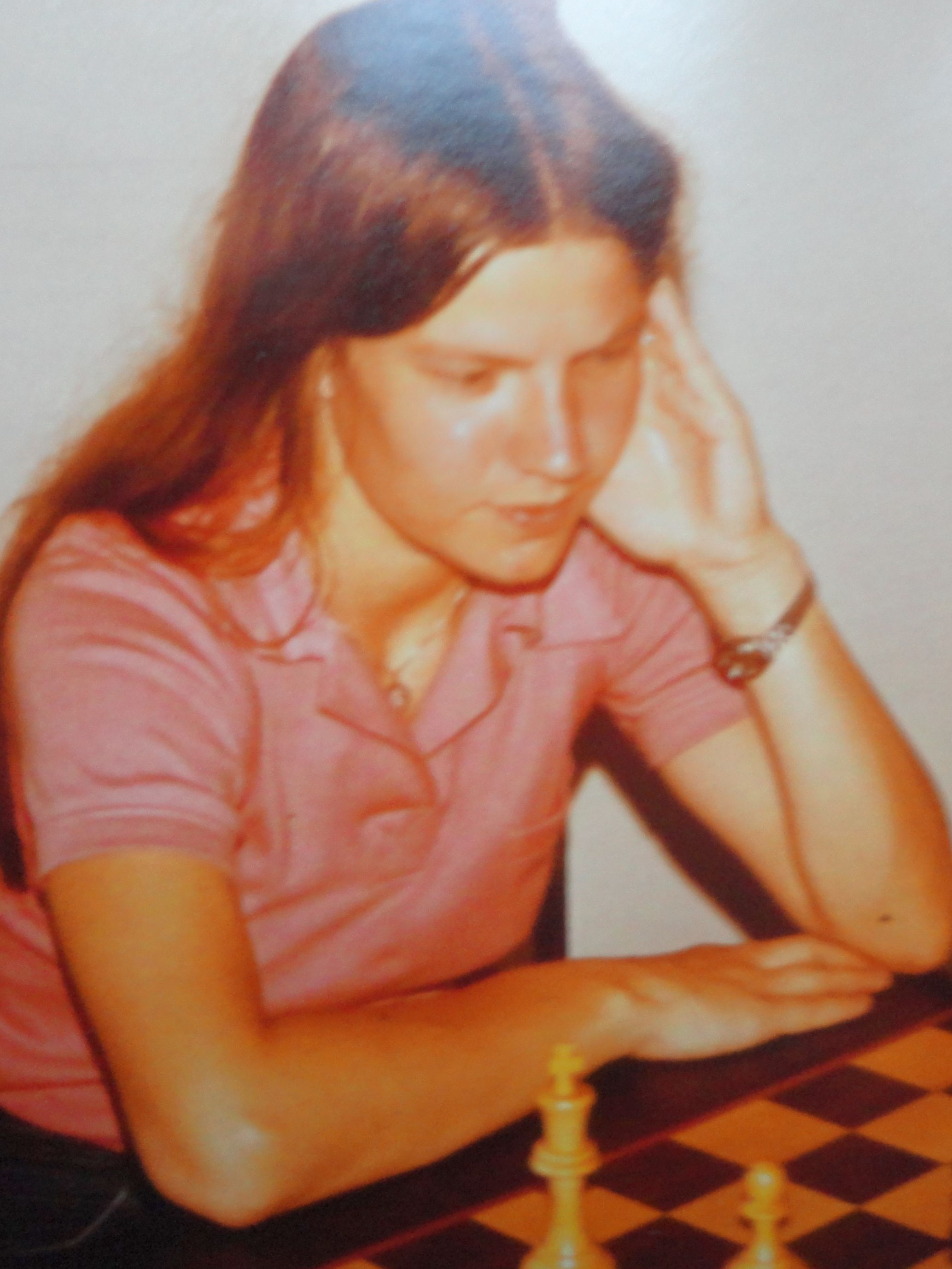
Fischdick, 1979

Schach erlernte Fischdick als 12-Jährige von ihrem Vater. Mit 16 Jahren trat sie dem Schachklub SC Mülheim-Heißen bei.
1974 gewann sie die Deutsche Jugendmeisterschaft der Mädchen.
Im selben Jahr legte sie auch ihr Abitur am Gymnasium Luisenschule ab.
Bei den Damen erzielte sie ihren ersten großen Erfolg mit einem zweiten Platz hinter Marta Litinskaja bei der 1. Internationalen Deutschen Damenmeisterschaft 1977 in Bad Kissingen. 1978 bei der Deutschen Meisterschaft in Delecke belegte sie ebenfalls den zweiten Platz, diesmal punktgleich mit Barbara Hund.
Beim Interzonenturnier der Frauen 1979 in Rio de Janeiro wurde sie Vierte. Sie musste dann einen Stichkampf gegen Marta Litinskaja um den letzten freien Platz im Kandidatenturnier spielen. Nach einer 3:0-Führung verlor Fischdick noch mit 3,5:4,5.
Im selben Jahr erhielt sie von der FIDE den Titel Internationale Meisterin.

## Nationalmannschaft

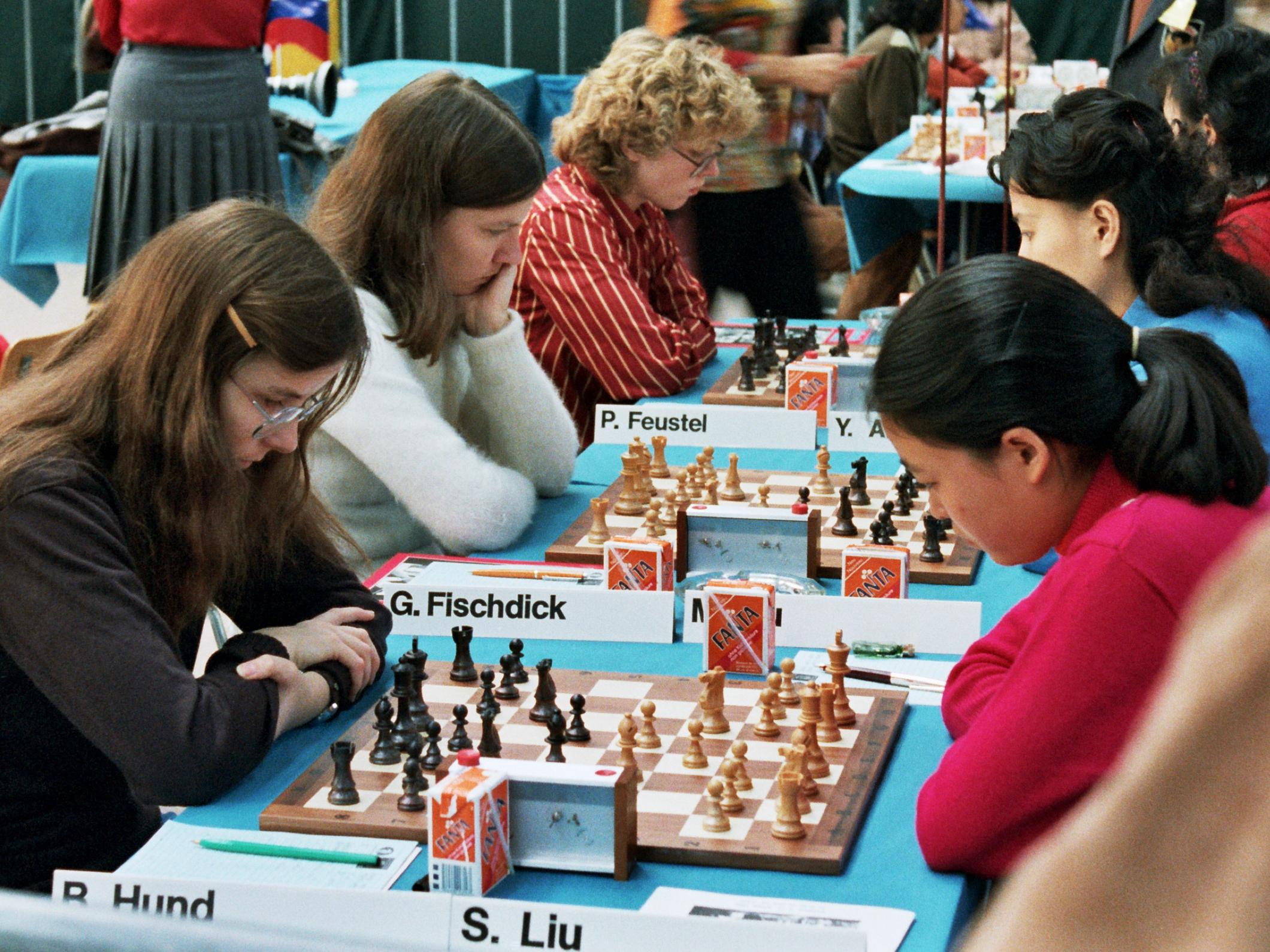
Barbara Hund, Gisela Fischdick und Petra Feustel (von links) bei der Schacholympiade 1982 in Luzern

Von 1978 bis 1994 nahm Fischdick für Deutschland an insgesamt acht Schacholympiaden der Frauen teil. Bei der Schacholympiade 1978 in Buenos Aires erkämpfte die deutsche Mannschaft eine Bronzemedaille.
1992 nahm Fischdick an der Mannschaftseuropameisterschaft der Frauen teil.

## Vereine

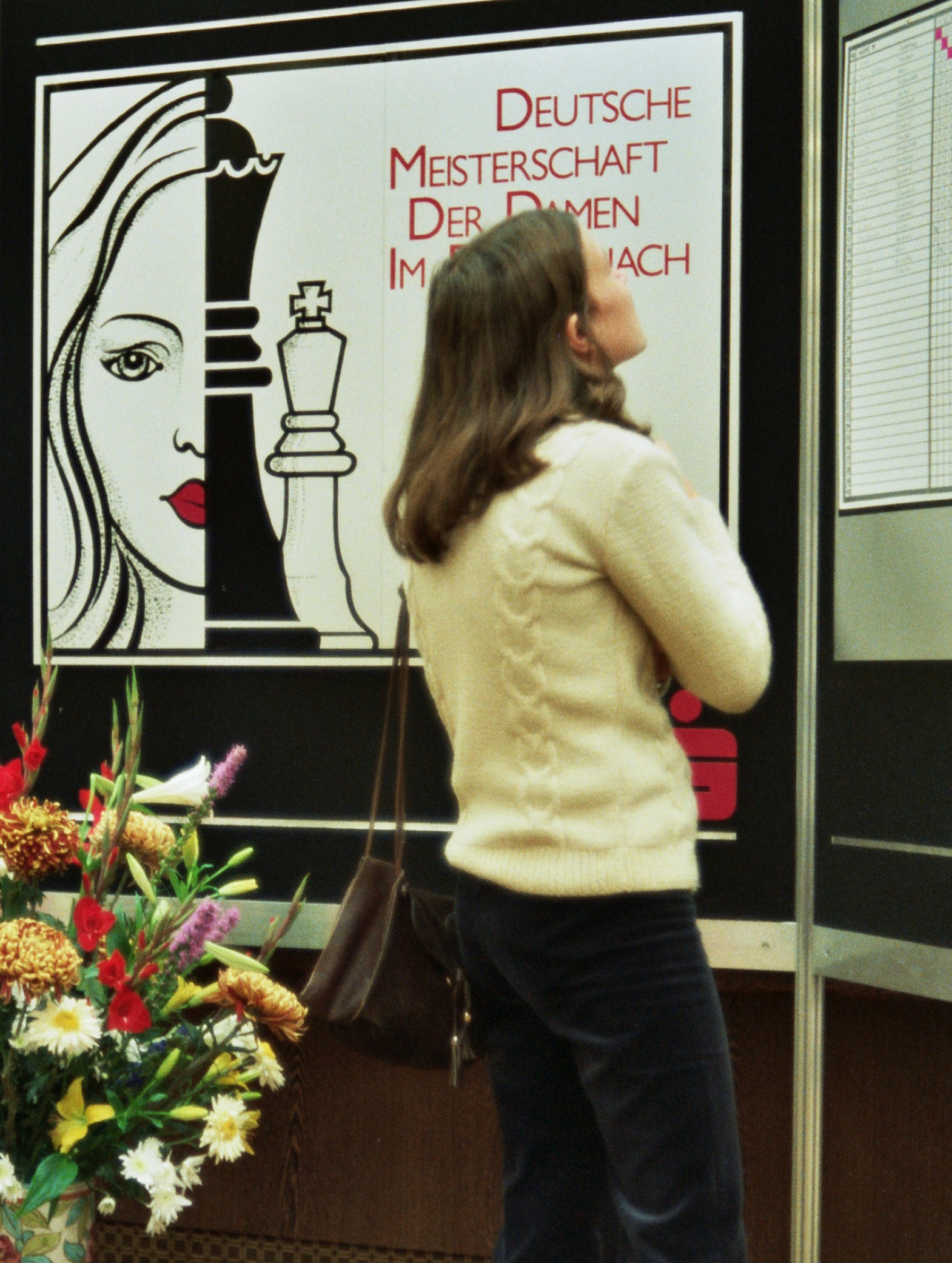
Gisela Fischdick (1982), Zweite bei der Blitzmeisterschaft der Frauen in Bad Godesberg

Fischdick spielte insgesamt drei Spielzeiten in der Schachbundesliga, nämlich in der Saison 1988/89 bei Rochade Bielefeld und von 1995 bis 1997 für den PSV/BSV Wuppertal. 
In der Frauenbundesliga spielte sie von 1992 bis 1999 für die Elberfelder Schachgesellschaft 1851 und in der Saison 2000/01 für die SG Heiligenhaus. Sie gewann diese mit ihrer Elberfelder Mannschaft 1993, 1994, 1996, 1997, 1998 und 1999.
Mit Elberfeld nahm sie außerdem 1996 und 1998 am European Club Cup der Frauen teil.

## Titel
Auf nationaler Ebene errang Gisela Fischdick insgesamt 45 deutsche Meistertitel der Frauen (22 individuelle, 23 Mannschaftstitel). Sie gewann 17 Mal die deutsche Blitzmeisterschaft der Frauen und 5 Mal die deutsche Schnellschachmeisterschaft. Ende November 2015 gewann sie in Gladenbach die 38. Deutsche Blitzmeisterschaft der Frauen.
Im Jahre 1980 verlieh die FIDE ihr den Titel Internationaler Meister der Frauen (WIM). 2005 erhielt sie den Titel Großmeister der Frauen (WGM). Die erforderlichen Normen hatte sie schon Jahre zuvor erspielt. Die beiden ersten Normen erfüllte sie 1983 im August beim Lloyds Bank Open in London sowie im November bei einem Turnier in Wilhelmsfeld, ihre dritte WGM-Norm erfüllte Fischdick im August 1992 beim Berliner Sommer.